# 군담소설
군담소설(軍談小說)은 소설의 소재를 전쟁 이야기에서 취한 것으로, 임진왜란과 병자호란의 두 난이 있은 후 이 형태의 소설이 많이 나왔다.

## 개요
전쟁이야기를 군담이라고 하며, 그것을 소재로 한 소설을 군담소설이라고 한다.
《홍길동전》이 《수호전》을 본따 사회소설로서의 성격을 띤 데 대하여, 중국의 《삼국지연의》의 영향을 받은 일련의 군담소설이 출현하여 남성적 문학으로서 유행을 보게 되었다.
양란의 국치를 통하여 민족적 울분과 현실적인 패배감을 영웅 숭배 심리로 허구화한 작품들이 대부분이다.
그 대표적인 것이 《임진록》인데 이는 이순신·사명당과 같이 역사적인 실재 인물을 과대하게 영웅화시켜 뒤에 몇 세기 동안 민족설화를 이루게 했다. 이 군담소설 계열의  작품으로는 다음과 같이 것들이 있다.

## 작품
- 《조웅전》 (趙雄傳)
- 《유충렬전》 (劉忠烈傳)
- 《임경업전》 (林慶業傳)
- 《소대성전》 (蘇大成傳)
- 《장인걸전》 (張人傑傳)
- 《장풍운전》(張豊雲傳)
- 《장국진전》 (張國振傳)
- 《병자호남창의록》(丙子湖南倡義錄)
- 《강도일기》(江都日記)
- 《장익성전》(張翼星傳)
- 《서정록》 (西征錄)
- 《곽해룡전》(郭海龍傳)
- 《곽재우전》(郭再祐傳)
- 《여장군전》(女將軍傳)
- 《이대봉전》 (李大鳳傳)

이들 작품은 작자와 지은 연대 미상의 작품들이 대부분이다.

## 같이 보기
- 전쟁 소설
- 영웅소설